# Mangsang (Bayung Lencir)
Mangsang is een bestuurslaag in het regentschap Musi Banyuasin van de provincie Zuid-Sumatra, Indonesië. Mangsang telt 7730 inwoners (volkstelling 2010).